# Say your dream
«Say your dream» es el sencillo número 40 de la banda japonesa GLAY. Salió a la venta el 4 de marzo de 2009, este sencillo contiene 6 canciones, como "Say your dream" que dura 13 minutos y cuenta la historia de la banda. Además, incluye un cover de The Offspring.

## Canciones
1. chronos
2. SAY YOUR DREAM
3. Harumadewa
4. SAY YOUR DREAM(Instrumental)
5. Harumadewa (Instrumental)
6. THE MEANING OF LIFE (The Offspring cover)